# Верхнекаменка (Луганская область)
Верхнекаменка (укр. Верхньокам'янка) — село, относится к Попаснянскому району Луганской области Украины.
Население по переписи 2001 года составляло 205 человек. Почтовый индекс — 93312. Телефонный код — 6474. Занимает площадь 2,937 км². Код КОАТУУ — 4423855301.

## Местный совет
93310, Луганська обл., Попаснянський р-н, смт. Білогорівка, вул. Кірова, 1  (укр.)